# Ричард де ла Поль
Ричард де ла Поль (англ. Richard de la Pole; около 1480 — 24 февраля 1525) — младший из сыновей Джона де ла Поля, 2-го герцога Саффолка, и английской принцессы Елизаветы Йоркской, племянник королей Англии Эдуарда IV и Ричарда III, последний йоркистский претендент на английский трон. Титулярный герцог Саффолк с 1513 года. Во Франции он был известен под прозвищем «Белая роза» (фр. Blance Rose).
В 1501 году вместе со старшим братом Эдумундом, графом Саффолком, бежал из Англии в Ахен ко двору императора Максимилиана I. Позже Ричард нашёл убежище сначала в Венгрии, а затем во Франции, где король Людовик XII признал его права на английский трон. С 1512 года он служил военачальником у королей Франции. Несколько раз Ричард пытался с французской помощью организовать вторжение в Англию. Погиб в битве при Павии.

## Происхождение
Ричард происходил из английского рода де ла Полей. Его дед, Уильям де ла Поль, 4-й граф Саффолк, был важной фигурой при дворе короля Генриха VI, став во второй половине 1440-х годов фактическим правителем Англии. В 1444 году он получил титул маркиза Саффолка, в 1447 году — графа Пембрука и должность адмирала Англии, а в 1448 — герцога Саффолка. Но после окончательного поражения Англии в Столетней войне вина за военные неудачи была возложена именно на Уильяма. В 1450 году герцог был смещён со всех должностей, его владения были конфискованы. Сам он был приговорён к изгнанию, но корабль, на котором плыл Уильям, был перехвачен, после чего герцог был убит. Наследник Уильяма, Джон де ла Поль, на момент убийства отца был несовершеннолетним. Хотя ему позволили унаследовать владения и титулы отца, но некоторые источники сообщают, что в 1460 году его титул понизили до графского. В 1458 году Джон женился на Елизавете Йоркской, дочери герцога Ричарда Йоркского, сестре будущих королей Эдуарда IV и Ричарда III. Во время войны Алой и Белой розы он поддержал йоркистов. После того как английскую корону захватил Эдуард IV, в 1463 году был подтверждён герцогский статус Джона. Он не участвовал в битве при Босуорте, в которой погиб Ричард III, после чего королём стал Генрих VII. В итоге Джон сохранил свои владения и титул герцога Саффолка. Он умер в 1492 году.
Все дети, родившиеся в браке Джона де ла Поля и Елизаветы Йоркской, обладали более значимыми правами на английский престол, чем новый король, что предопределило отношение к ним Генриха VII. К братьям де ла Полям король относился с недоверием. Старший из них, Джон, граф Линкольн в 1484 году фактически стал наследником своего дяди Ричарда III. Он восстал в 1487 году против нового короля и погиб в битве при Стоук-Филде. Следующему по старшинству брату, Эдмунду де ла Полю, было дозволено унаследовать отцовские владения, но при этом титул был понижен до графского в том числе и по той причине, что он не обладал достаточным богатством, чтобы поддерживать статус герцога.

## Ранние годы
О ранних годах Ричарда известно мало. Он родился около 1480 года и был младшим из сыновей Джона де ла Поля, 2-го герцога Саффолка, и Елизаветы Йоркской. Впервые в источниках он появляется в 1500 году, когда присутствовал в Кале на встрече короля Генриха VII с эрцгерцогом Филиппом.
В 1501 году Ричард вместе со старшим братом Эдмундом бежал из Англии ко двору императора Священной Римской империи Максимилиана I в Ахен, где заручился финансовой поддержкой. Там Эдмунд стал планировать вторжение в Англию и восстание своих сторонников. В ответ Генрих VII обвинил братьев в заговоре против короля и объявил их вне закона. Их оставшиеся в Англии друзья в 1502 году были заключены под стражу. Был арестован и их брат Уильям: судя по всему, он не был замешан в заговоре, но английский король предпочёл не рисковать; остаток своей жизни тот провёл в заключении в Тауэре
В июле 1502 года Генрих VII заключил с императором Максимилианом Аугсбургский договор, по которому последний обязался не укрывать английских мятежников в своих владениях. Хотя император и дал 12 октября 1503 года обещание изгнать графа Саффолка, он ещё несколько месяцев содержал его. При этом Ричард в качестве оруженосца в графстве Саффолк и Эдмунд были избраны в английский парламент, созванный в январе 1504 года.
В марте 1504 года Эдмунд со своими соратниками покинул Ахен. Ричард же остался в качестве обеспечения последних долгов брата, который к этому времени сильно обеднел. Ставший пешкой в международной политике, граф Саффолк в 1506 году был выдан Генриху VII, и тот заключил его в Тауэр. Ричард же, который также жаловался на бедность, смог заручиться поддержкой Эрара де Ламарка, князя-епископа Льежского. Он покинул Ахен и к осени 1506 года был в Буде (Венгрия). Узнав об этом, Генрих VII отправил к королю Венгрии Владиславу послов с требованием выдачи беглеца, однако им, судя по всему, было отказано, а Ричарду назначена пенсия.
После того как в апреле 1509 года на английский престол вступил Генрих VIII, сын Генриха VII, трое братьев де ла Полей были поимённо исключены из общего списка помилования, изданного по случаю коронации. В декабре 1510 года император Максимилиан просил свою дочь, Маргариту Савойскую, обратиться к английскому королю с просьбой о помиловании Ричарда де ла Поля, но в ней было отказано.

## Претендент на английский трон
К июню 1512 года, когда Франция и Англия находились в состоянии войны, французский король Людовик XII поддерживал Ричарда в качестве претендента на английскую корону. В декабре того же года во время вторжения Франции в Наварру де ла Поль командовал немецкими ландскнехтами. Тогда же он подружился с Пьером де Баярдом, вместе с которым они пережили ужасные лишения во время закончившегося неудачей похода. В 1513 году Ричард возглавлял отряд из 6 тысяч человек во время осады Теруана.
После казни в мае 1513 года Эдумунда де ла Поля Ричард принял титул герцога Саффолка и открыто заявил о своих претензиях на английский трон, получив прозвище «Белая роза». Он начал принимать к себе на службу англичан, недовольных правлением Тюдоров; в их числе был Томас, незаконнорождённый сын казнённого в 1495 году Уильяма Стэнли. К июню 1514 года распространились слухи, что Людовик XII предоставит Ричарду и Джону Стюарту, герцогу Олбани, флот и солдат, чтобы они могли вместе высадиться в Шотландии, откуда вторгнуться в Англию. Тогда же французский король передал Ричарду 12 тысяч ландскнехтов, чтобы «сохранить Нормандию, а также отправиться в Англию и завоевать её». С ними претендент отправился в Сен-Мало в Бретани, откуда предполагалось отплыть в Шотландию. Однако 7 августа был заключён англо-французский мир, в результате которого вторжение было отменено. Во время мирных переговоров Генрих VIII настаивал на выдаче де ла Поля, однако Людовик XII отказался это сделать. К сентябрю Ричард был освобождён от командования ландскнехтами и при поддержке французского короля перебрался под защиту герцога Лотарингии, который поселил его в Меце. Туда де ла Поль прибыл 2 сентября в препровождении отряда из 60 всадников и почётным караулом, предоставленными ему герцогом. Ричард поселился в доме, сданном ему в аренду сэром Клодом Бодиошем. В феврале 1515 года де ла Полю пришлось оставить дом, но капитул Меца отдал ему в пожизненное владение особняк Ла-От-Пьер неподалёку от Сен-Симфорьена за небольшую плату, которая пошла на его ремонт. В результате Ричард стал гражданином города Мец; там ему приписывают введение в городе соревнований по скачкам. В Меце Ричард пробыл до начала 1519 года.
Даже после того как королём Франции в январе 1515 года стал Франциск I, Ричард продолжал вести заговоры против Генриха VIII. Он продолжал получать французскую пенсию, а его шпионы искали поддержки в Кале и Турне; к апрелю 1515 года расквартированные в Турне английские солдаты, не получавшие деньги на содержание, угрожали дезертировать к де ла Полю. Также он получал информацию о ситуации в Англии через восточно-английских купцов, торговавших во Фландрии. В ответ к осени 1515 года сэр Томас Спинелли, английский посол во Фландрии, отправил шпионов во владения сторонников де ла Поля. При английском дворе обсуждалась возможность убийства Ричарда. Так в феврале 1516 года был задержан англичанин, признавшийся, что его послал Генрих VIII с приказом убить де ла Поля. Слежка за Ричардом продолжался в 1516—1517 годах; особенно он активизировался после того, как в декабре 1516 года стало известно, что король Франциск пообещал Ричарду войска для новой попытки вторжения. В 1517 году двое соратников де ла Поля, Уильям Пондер и Томас Стэнли, связались с английскими агентами, надеясь договориться о личном помиловании, предоставив ценную информацию о состоянии Ричарда и оказываемой ему французским королём поддержкой. По словам Стэнли, Франциск выделил де ла Полю пенсию в размере 4 тысяч крон, благодаря чему тот смог снабдить своих слуг серо-синей ливреей, хотя заработную плату им выплачивал с задержками. Летом Ричард нанёс визит во Флоранже Роберту де Ламарку. В рождество он тайно покинул Мец и переодетым отправился в Париж, где ночью встретился с королём Франциском. Также известно о его контактах с королём Дании. В июне-августе 1517 года Ричард посетил Милан и Венецию, а к маю 1518 года распространились слухи, что де ла Поль и герцог Олбани собираются вторгнуться в Англию из датского Гольштейна. Однако до конца года Ричард оставался в Ломбардии. 2 октября между Англией и Францией был заключён мир, но кардиналу Вулси, канцлеру Генриха VIII, доносили, что король Франциск больше, чем когда-либо предпочитает «Белую розу» (как называли де ла Поля), увеличив изгнаннику пенсию.
После смерти в январе 1519 года императора Максимилиана I король Франции отправил де ла Поля посланником в Прагу, чтобы убедить короля Чехии и Венгрии Владислава, а также польского короля Сигизмунда поддержать претензии Франциска на императорскую корону. В сентябре того же года вскрылось, что у Ричарда роман с замужней женщиной в Меце, что побудило его покинуть свой роскошный дом и перебраться в Туль, где он в течение трёх последующих лет жил в качестве гостя кардинала Лотарингии.

## Последние годы и гибель
В 1522 году возобновилась война между Англией и Францией, в результате чего Франциску вновь понадобились услуги де ла Поля. В конце года Ричард прибыл в Париж и вновь был назначен командующим ландскнехтами. Франциск обратился к герцогу Гольштейна с просьбой способствовать вторжению армии де ла Поля и герцога Олбани из его владений в Англию, но в итоге избрал базой для вторжения Бретань. Пойманные в Англии агенты и слуги де ла Поля во время допроса рассказали о том, что Ричард пытался заручиться поддержкой в Восточной Англии и ряде других мест. В феврале-марте 1523 года кардиналу Вулси регулярно докладывали о подготовке де ла Поля и Олбани к вторжению. Хотя они вместе отплыли из Франции, герцог Олбани прибыл в Шотландию 23 сентябре в одиночестве, поскольку 21 сентября Ричард отделился от герцога, «собираясь начать вторжение в Англию», но больше о его передвижениях ничего не известно. Судя по всему, он не рискнул вторгаться в Англию до тех пор, пока не уверился в прямой поддержке французского короля, который, в свою очередь, хотел быть уверен в успехе вторжения. О дальнейших действиях Ричарда ничего не было известно до весны 1524 года, когда в Пикардии был задержан его шпион. Согласно перехваченным в мае письмам, Ричард благодарил Луизу Савойскую (мать Франциска I) за оказанную ему ранее помощь и умолял заплатить его наёмникам. В том же месяце были захвачены бывшие гвардейцы Генриха VIII, которые подтвердили, что английские бунтовщики продолжают поддерживать де ла Поля.
В сентябре 1524 года вновь начала обсуждаться крупномасштабная помощь де ла Полю, возможно, во вторжении в Ирландию при помощи графа Десмонда. Однако эти планы так и не были реализованы. 12 февраля 1525 года состоялась битва при Павии между армиями Франциска I и императора Карла V, закончившаяся разгромом французской армии и пленением короля. Участвовавший на его стороне в качестве капитана ландскнехтов Чёрной стражи Ричард погиб.
Ричард был похоронен в церкви монастыря Святого Августина в Павии. Капитул собора в Меце, когда в город пришло известие о смерти де ла Поля, приказал поминать его душу в годовщину смерти, однако при английском дворе известие о гибели де ла Поля вызвала огромную радость. Согласно одному позднему источнику, посланник императора сообщил Генриху VIII: «Белая роза погиб в бою… Я видел его мёртвым среди других». В ответ король радостно сказал: «Все враги Англии ушли».
В музее Эшмола в Оксфорде хранится картина, изображающая битву при Павии, на которой в том числе изображено безжизненное тело Ричарда с подписью: «Герцог Саффолк, известный как Белая роза».

## Дети
Ричард никогда не был женат. Не позже 1523 года обсуждался проект брака Ричарда с датской принцессой Доротеей, дочерью будущего короля Фредерика I. Хотя предполагаемый брак активно поддерживал французский король Франциск I, он заключён не был. В итоге Доротея в 1526 году вышла замуж за прусского герцога Альбрехта.
Известно, что у Ричарда были любовницы. В некоторых источниках одна из них названа «Мария Сицилийская». От этой связи родилась как минимум одна дочь:
- Маргарита де ла Поль, придворная дама Маргариты Наваррской; муж: с 21 мая 1539 (контракт) Сибо де Тиволи (умер до 1568), сеньор де Бренё[14].